# Cyclopentancarbonitril
Cyclopentancarbonitril ist eine organische Verbindung und das Nitril der Cyclopentancarbonsäure.

## Herstellung
Cyclopentancarbonitril kann in einer Eintopfreaktion aus Cyclopentancarbaldehyd hergestellt werden. Dazu wird dieser mit Hydroxylaminhydrochlorid, Propylphosphonsäureanhydrid und Triethylamin bei 100 °C in Dimethylformamid umgesetzt.
Eine Alternative ist die Hydrocycanierung von Cyclopenten. Als Katalysator hierfür eignet sich Nickel, mit Phosphanliganden.

## Reaktionen
Die Reduktion von Cyclopentancarbonitril ergibt Cyclopentylmethylamin, welches beispielsweise zu Cyclopentylmethylsulfamat umgesetzt werden kann.
Passiflora morifolia und Turnera angustifolia (Gattung Safranmalven) bilden natürlicherweise cyanogene Glycoside. Werden sie mit dem natürlich nicht gebildeten Cyclopentancarbonitril gefüttert, können sie dieses ebenfalls zum entsprechenden cyanogenen Glycosid umsetzen.